# Madi Kalyanpur
Madi Kalyanpur (nep. माडी कल्याणपुर) – gaun wikas samiti w środkowej części Nepalu w strefie Narajani w dystrykcie Chitwan. Według nepalskiego spisu powszechnego z 2001 roku liczył on 1573 gospodarstw domowych i 7543 mieszkańców (4049 kobiet i 3494 mężczyzn).